# Strade Bianche féminines 2019
La 5e édition des Strade Bianche féminines a lieu le 9 mars 2019. C'est la première manche de l'UCI World Tour féminin. Elle est remportée par la Néerlandaise Annemiek van Vleuten.

## Équipes
| Équipes féminines professionnelles (21)- Alé Cipollini - Aromitalia Vaiano - BePink - Bigla - Boels Dolmans - BTC City Ljubljana - Canyon-SRAM Racing - CCC-Liv - Eurotarget-Bianchi-Vitasana - FDJ-Nouvelle Aquitaine-Futuroscope - Lotto Soudal Ladies - Mitchelton-Scott - Movistar Team - Servetto-Piumate-Beltrami TSA - Sunweb Women - Tibco-Silicon Valley Bank - Top Girls Fassa Bortolo - Trek-Segafredo - Valcar Cylance - Virtu Cycling Women - WNT-Rotor Pro Cycling |
| |

## Parcours

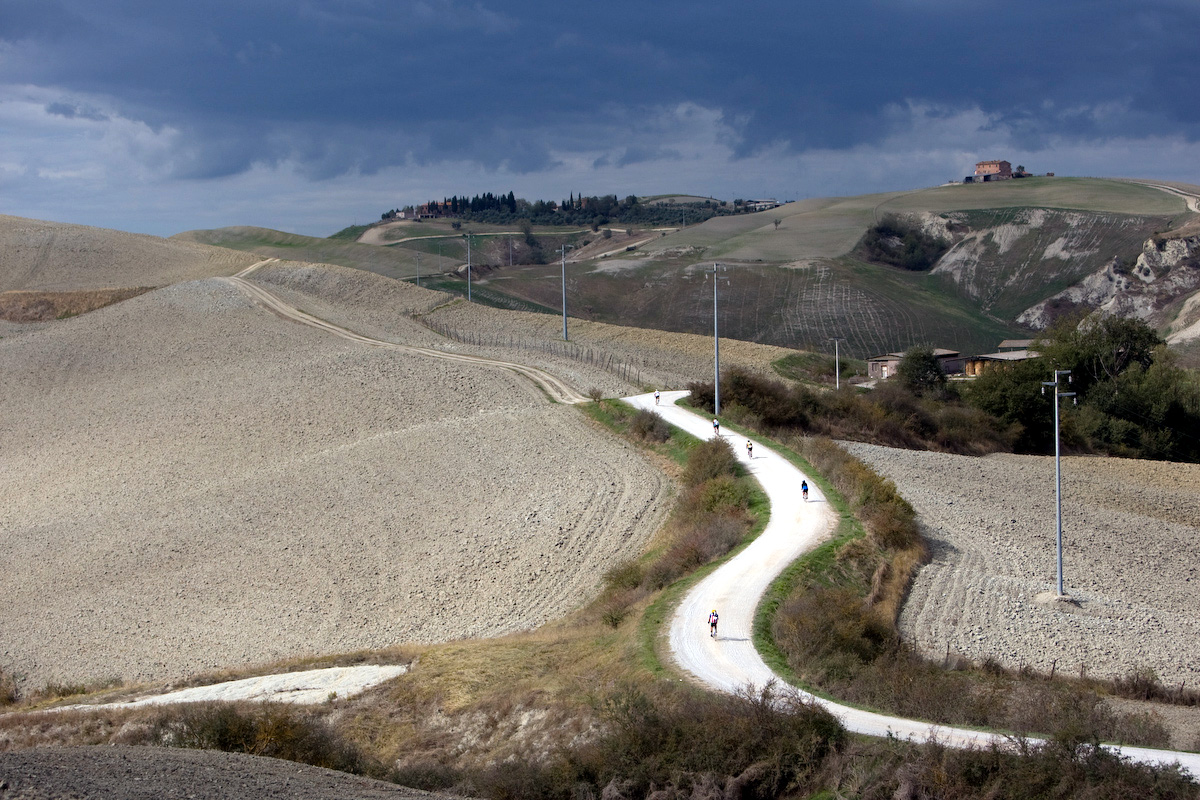
L'une des strade bianche.

La course commence et se termine à Sienne, dans le site du patrimoine mondial de l'UNESCO. La distance du parcours est portée à 136 kilomètres, tracée entièrement dans le sud de la province de Sienne en Toscane. La course est particulièrement connue pour ses routes blanches en gravier (strade bianche ou sterrati).
La course se déroule sur le terrain accidenté de la région rurale du Chianti et comprend huit secteurs de chemin en gravier. Le premier secteur se trouve seulement 17 km après le départ. Tous les secteurs sont communs avec les hommes. Le secteurs le plus long et le plus difficiles est celui de Lucignano (9,5 km). Le dernier tronçon de strade bianche est à 12 km de l'arrivée à Sienne,. la course se termine sur la célèbre Piazza del Campo de Sienne, après une montée étroite et pavée sur la Via Santa Caterina au cœur de la cité médiévale, avec des passages escarpés atteignant jusqu'à 16 % de pente maximale,.
Huit strade bianche sont au programme de cette édition :
| Secteur | Nom                   | Position                         | Longueur | Difficulté |
| ------- | --------------------- | -------------------------------- | -------- | ---------- |
| 1       | Vidritta              | entre le km 17,6 et le km 19,7   | 2 100 m  | 01         |
| 2       | Bagnaia               | entre le km 25 et le km 30,8     | 5 800 m  | 01         |
| 3       | Radi                  | entre le km 36,9 et le km 41,3   | 4 400 m  | 03         |
| 4       | Commune di Murlo      | entre le km 38,5 et le km 44     | 5 500 m  | 01         |
| 5       | San Martino in Grania | entre le km 67,5 et le km 77     | 9 500 m  | 03         |
| 6       | Monteaperti           | entre le km 111,3 et le km 112,1 | 800 m    | 01         |
| 7       | Colle Pinzuto         | entre le km 116,6 et le km 119   | 2 400 m  | 04         |
| 8       | Le Tolfe              | entre le km 123,0 et le km 124,1 | 1 100 m  | 03         |

## Favorites
La vainqueur sortante Anna van der Breggen est la principale favorite. Son équipe comporte également Chantal Blaak qui vient de remporter le circuit Het Nieuwsblad ou Jip van den Bos, vainqueur du Samyn. Katarzyna Niewiadoma deuxième les trois dernière année, et également en forme, est également en bonne position pour s'imposer. Annemiek van Vleuten, Marianne Vos, Ellen van Dijk et Lucinda Brand sont les autres outsiders principaux.

## Récit de la course
Une première échappée de quatre coureuses : Anja Longyka, Chiara Perini, Jelena Eric et Ilaria Sanguineti, sort au kilomètre seize, mais elle est reprise dans le second secteur gravier. Dans le cinquième secteur, Cecilie Uttrup Ludwig est victime d'une crevaison, tandis qu'Amanda Spratt chute et doit abandonner. Un groupe d'environ trente-cinq coureuses sort de ce secteur. Ce groupe se scinde plusieurs fois ensuite. Une échappée constituée de : Karol-Ann Canuel, Hannah Barnes, Jeanne Korevaar, Julie van de Velde, Audrey Cordon-Ragot et Lucinda Brand se forme ensuite. Son avance atteint vingt-quatre secondes, mais elle est reprise à trente-trois kilomètres de l'arrivée. Canuel repart après avec Elena Cecchini et Tayler Wiles. Un nouveau regroupement a lieu dans le secteur six. Dans le secteur suivant, à dix-sept kilomètres de la ligne, onze coureuses prennent le large. Il s'agit d'Anna van der Breggen, Chantal Blaak, Annika Langvad, Cecilie Uttrup Ludwing, Katarzyna Niewiadoma, Marianne Vos, Ashleigh Moolman-Pasio, Annemiek van Vleuten, Janneke Ensing, Marta Bastianelli et Ruth Winder. Les attaquent s'enchaînent ensuite. À treize kilomètres de l'arrivée, Chantal Blaak et Janneke Ensing passent à l'offensive. Blaak se retrouve seule dans le secteur suivant, mais bute sur la côte s'y trouvant. Annemiek van Vleuten réalise alors le bond et dépasse Chantal Blaak. Marianne Vos et Katarzyna Niewiadoma partent en chasse, mais ne parviennent pas à rejoindre la championne du monde du contre-la-montre. Dans l'ascension finale, Annika Langvad remonte en tête et vient prendre la deuxième place de la course devant Katarzyna Niewiadoma, une nouvelle fois sur le podium,.

## Classements

### Classement final
| \| Classement général \| Classement général \| Classement général \| Classement général \| Classement général \| \| Coureuse \| Coureuse \| Pays \| Équipe \| Temps \| \| ------------------ \| --------------------- \| ------------------ \| ------------------- \| ------------------ \| \| 1re \| Annemiek van Vleuten \| Pays-Bas \| Mitchelton-Scott \| 3 h 48 min 49 s \| \| 2e \| Annika Langvad \| Danemark \| Boels Dolmans \| + 37 s \| \| 3e \| Katarzyna Niewiadoma \| Pologne \| Canyon-SRAM Racing \| + 40 s \| \| 4e \| Marta Bastianelli \| Italie \| Virtu Cycling Women \| + 44 s \| \| 5e \| Cecilie Uttrup Ludwig \| Danemark \| Bigla \| + 44 s \| \| 6e \| Ashleigh Moolman \| Afrique du Sud \| CCC-Liv \| + 51 s \| \| 7e \| Marianne Vos \| Pays-Bas \| CCC-Liv \| + 52 s \| \| 8e \| Janneke Ensing \| Pays-Bas \| Sunweb \| + 54 s \| \| 9e \| Anna van der Breggen \| Pays-Bas \| Boels Dolmans \| + 1 min 28 s \| \| 10e \| Chantal Blaak \| Pays-Bas \| Boels Dolmans \| + 1 min 50 s \| |                       |                |                     |                 |
| |                       |                |                     |                 |
| Source : ProCyclingStats |                       |                |                     |                 |
| Classement général |                       |                |                     |                 |
| Coureuse | Coureuse              | Pays           | Équipe              | Temps           |
| 1re | Annemiek van Vleuten  | Pays-Bas       | Mitchelton-Scott    | 3 h 48 min 49 s |
| 2e | Annika Langvad        | Danemark       | Boels Dolmans       | + 37 s          |
| 3e | Katarzyna Niewiadoma  | Pologne        | Canyon-SRAM Racing  | + 40 s          |
| 4e | Marta Bastianelli     | Italie         | Virtu Cycling Women | + 44 s          |
| 5e | Cecilie Uttrup Ludwig | Danemark       | Bigla               | + 44 s          |
| 6e | Ashleigh Moolman      | Afrique du Sud | CCC-Liv             | + 51 s          |
| 7e | Marianne Vos          | Pays-Bas       | CCC-Liv             | + 52 s          |
| 8e | Janneke Ensing        | Pays-Bas       | Sunweb              | + 54 s          |
| 9e | Anna van der Breggen  | Pays-Bas       | Boels Dolmans       | + 1 min 28 s    |
| 10e | Chantal Blaak         | Pays-Bas       | Boels Dolmans       | + 1 min 50 s    |

### Réactions
Annemiek van Vleuten se dit agréablement surprise de sa victoire. Avec seulement dix semaines d'entraînement, elle ne pensait pas être prête. Annika Langvad est également très satisfaite de sa deuxième place pour sa toute première course professionnelle.

### UCI World Tour

#### Points attribués
| Position           | 1er | 2e  | 3e  | 4e  | 5e | 6e | 7e | 8e | 9e | 10e | 11e | 12e | 13e | 14e | 15e | 16e à 30e | 31e à 40e |
| Classement général | 200 | 150 | 125 | 100 | 85 | 70 | 60 | 50 | 40 | 35  | 30  | 25  | 20  | 15  | 10  | 5         | 3         |

| Classement par points | Classement par points | Classement par points | Classement par points | Classement par points |
| Coureuse              | Coureuse              | Pays                  | Équipe                | Points                |
| --------------------- | --------------------- | --------------------- | --------------------- | --------------------- |
| 1re                   | Annemiek van Vleuten  | Pays-Bas              | Mitchelton-Scott      | 200 pts               |
| 2e                    | Annika Langvad        | Danemark              | Boels Dolmans         | 150 pts               |
| 3e                    | Katarzyna Niewiadoma  | Pologne               | Canyon-SRAM Racing    | 125 pts               |
| 4e                    | Marta Bastianelli     | Italie                | Virtu Cycling Women   | 100 pts               |
| 5e                    | Cecilie Uttrup Ludwig | Danemark              | Bigla                 | 85 pts                |
| 6e                    | Ashleigh Moolman      | Afrique du Sud        | CCC-Liv               | 70 pts                |
| 7e                    | Marianne Vos          | Pays-Bas              | CCC-Liv               | 60 pts                |
| 8e                    | Janneke Ensing        | Pays-Bas              | Sunweb                | 50 pts                |
| 9e                    | Anna van der Breggen  | Pays-Bas              | Boels Dolmans         | 40 pts                |
| 10e                   | Chantal Blaak         | Pays-Bas              | Boels Dolmans         | 35 pts                |

| Classement par points | Classement par points | Classement par points | Classement par points | Classement par points |
| Coureuse              | Coureuse              | Pays                  | Équipe                | Points                |
| --------------------- | --------------------- | --------------------- | --------------------- | --------------------- |
| 1re                   | Annemiek van Vleuten  | Pays-Bas              | Mitchelton-Scott      | 200 pts               |
| 2e                    | Annika Langvad        | Danemark              | Boels Dolmans         | 150 pts               |
| 3e                    | Katarzyna Niewiadoma  | Pologne               | Canyon-SRAM Racing    | 125 pts               |
| 4e                    | Marta Bastianelli     | Italie                | Virtu Cycling Women   | 100 pts               |
| 5e                    | Cecilie Uttrup Ludwig | Danemark              | Bigla                 | 85 pts                |
| 6e                    | Ashleigh Moolman      | Afrique du Sud        | CCC-Liv               | 70 pts                |
| 7e                    | Marianne Vos          | Pays-Bas              | CCC-Liv               | 60 pts                |
| 8e                    | Janneke Ensing        | Pays-Bas              | Sunweb                | 50 pts                |
| 9e                    | Anna van der Breggen  | Pays-Bas              | Boels Dolmans         | 40 pts                |
| 10e                   | Chantal Blaak         | Pays-Bas              | Boels Dolmans         | 35 pts                |

| Classement du meilleur jeune | Classement du meilleur jeune | Classement du meilleur jeune | Classement du meilleur jeune       | Classement du meilleur jeune |
| Coureuse                     | Coureuse                     | Pays                         | Équipe                             | Points                       |
| ---------------------------- | ---------------------------- | ---------------------------- | ---------------------------------- | ---------------------------- |
| 1re                          | Évita Muzic                  | France                       | FDJ-Nouvelle Aquitaine-Futuroscope | 6 pts                        |
| 2e                           | Liane Lippert                | Allemagne                    | Sunweb                             | 4 pts                        |
| 3e                           | Marta Cavalli                | Italie                       | Valcar Cylance                     | 2 pts                        |

| Classement du meilleur jeune | Classement du meilleur jeune | Classement du meilleur jeune | Classement du meilleur jeune       | Classement du meilleur jeune |
| Coureuse                     | Coureuse                     | Pays                         | Équipe                             | Points                       |
| ---------------------------- | ---------------------------- | ---------------------------- | ---------------------------------- | ---------------------------- |
| 1re                          | Évita Muzic                  | France                       | FDJ-Nouvelle Aquitaine-Futuroscope | 6 pts                        |
| 2e                           | Liane Lippert                | Allemagne                    | Sunweb                             | 4 pts                        |
| 3e                           | Marta Cavalli                | Italie                       | Valcar Cylance                     | 2 pts                        |

| Classement par équipes aux points | Classement par équipes aux points | Classement par équipes aux points | Classement par équipes aux points |
| Équipe                            | Équipe                            | Pays                              | Points                            |
| --------------------------------- | --------------------------------- | --------------------------------- | --------------------------------- |
| 1re                               | Boels Dolmans                     | Pays-Bas                          | 231 pts                           |
| 2e                                | Mitchelton-Scott                  | Australie                         | 205 pts                           |
| 3e                                | CCC-Liv                           | Pays-Bas                          | 135 pts                           |
| 4e                                | Canyon-SRAM Racing                | Allemagne                         | 133 pts                           |
| 5e                                | Virtu Cycling Women               | Danemark                          | 108 pts                           |
| 6e                                | Bigla                             | Danemark                          | 90 pts                            |
| 7e                                | Sunweb Women                      | Pays-Bas                          | 58 pts                            |
| 8e                                | Trek-Segafredo                    | États-Unis                        | 43 pts                            |
| 9e                                | Alé Cipollini                     | Italie                            | 38 pts                            |
| 10e                               | BePink                            | Italie                            | 25 pts                            |

| Classement par équipes aux points | Classement par équipes aux points | Classement par équipes aux points | Classement par équipes aux points |
| Équipe                            | Équipe                            | Pays                              | Points                            |
| --------------------------------- | --------------------------------- | --------------------------------- | --------------------------------- |
| 1re                               | Boels Dolmans                     | Pays-Bas                          | 231 pts                           |
| 2e                                | Mitchelton-Scott                  | Australie                         | 205 pts                           |
| 3e                                | CCC-Liv                           | Pays-Bas                          | 135 pts                           |
| 4e                                | Canyon-SRAM Racing                | Allemagne                         | 133 pts                           |
| 5e                                | Virtu Cycling Women               | Danemark                          | 108 pts                           |
| 6e                                | Bigla                             | Danemark                          | 90 pts                            |
| 7e                                | Sunweb Women                      | Pays-Bas                          | 58 pts                            |
| 8e                                | Trek-Segafredo                    | États-Unis                        | 43 pts                            |
| 9e                                | Alé Cipollini                     | Italie                            | 38 pts                            |
| 10e                               | BePink                            | Italie                            | 25 pts                            |

## Organisation
La course est organisée par RCS qui est présidé par Raimondo Zanaboni. Le directeur de la section cycliste du groupe est Mauro Vegni.

### Prix
Les prix sont les suivants :
| Position | 1er     | 2e      | 3e      | 4e    | 5e    | 6e    | 7e    | 8e    | 9e    | 10e   |
| Prix     | 2 256 € | 1 692 € | 1 128 € | 676 € | 564 € | 508 € | 450 € | 396 € | 338 € | 282 € |

En sus, les coureuses placées de la 11e à la 15e place gagnent 226 €, celles placées de la 16e à la 20e place 168 €.

## Liste des participantes
| Légende | Légende                                                                    | Légende | Légende                                                    |
| ------- | -------------------------------------------------------------------------- | ------- | ---------------------------------------------------------- |
| Num     | Dossard de départ porté par le coureur sur ces Strade Bianche              | Pos     | Position à l'arrivée de la course                          |
|         | Indique un maillot de champion national ou mondial, suivi de sa spécialité | NP      | Indique un coureur qui n'a pas pris le départ de la course |
| AB      | Indique un coureur qui n'a pas terminé la course                           | HD      | Indique un coureur qui a terminé la course hors des délais |

| Boels Dolmans DLT | Boels Dolmans DLT                  | Boels Dolmans DLT |
| ----------------- | ---------------------------------- | ----------------- |
| Num               | Coureuse                           | Pos               |
| 1                 | Anna van der Breggen (NED) (route) | 9e                |
| 2                 | Chantal Blaak (NED)                | 10e               |
| 3                 | Karol-Ann Canuel (CAN)             | 34e               |
| 4                 | Jip van den Bos (NED)              | 35e               |
| 5                 | Annika Langvad (DEN)               | 2e                |
| 6                 | Christine Majerus (LUX) (route)    | HD                |

| Alé Cipollini ALE | Alé Cipollini ALE          | Alé Cipollini ALE |
| ----------------- | -------------------------- | ----------------- |
| Num               | Coureuse                   | Pos               |
| 11                | Nadia Quagliotto (ITA)     | AB                |
| 12                | Romy Kasper (GER)          | 32e               |
| 13                | Diana Peñuela (COL)        | HD                |
| 14                | Soraya Paladin (ITA)       | 14e               |
| 15                | Jelena Erić (SRB)          | HD                |
| 16                | Eri Yonamine (JPN) (route) | 13e               |

| Aromitalia Vaiano VAI | Aromitalia Vaiano VAI        | Aromitalia Vaiano VAI |
| --------------------- | ---------------------------- | --------------------- |
| Num                   | Coureuse                     | Pos                   |
| 21                    | Rasa Leleivytė (LTU) (route) | 27e                   |
| 22                    | Sofia Beggin (ITA)           | 56e                   |
| 23                    | Michela Balducci (ITA)       | 26e                   |
| 24                    | Carmela Cipriani (ITA)       | AB                    |
| 25                    | Letizia Borghesi (ITA)       | HD                    |
| 26                    | Giulia Marchesini (ITA)      | AB                    |

| Bepink BPK | Bepink BPK                     | Bepink BPK |
| ---------- | ------------------------------ | ---------- |
| Num        | Coureuse                       | Pos        |
| 31         | Tatiana Guderzo (ITA)          | 12e        |
| 32         | Katia Ragusa (ITA)             | 51e        |
| 33         | Tereza Medvedová (SVK) (route) | AB         |
| 34         | Chiara Perini (ITA)            | AB         |
| 35         | Silvia Zanardi (ITA)           | AB         |
| 36         | Vania Canvelli (ITA)           | AB         |

| Bigla BIG | Bigla BIG                     | Bigla BIG |
| --------- | ----------------------------- | --------- |
| Num       | Coureuse                      | Pos       |
| 41        | Cecilie Uttrup Ludwig (DEN)   | 5e        |
| 42        | Nicole Hanselmann (SUI)       | HD        |
| 43        | Elise Chabbey (SUI)           | 48e       |
| 44        | Mikayla Harvey (NZL)          | HD        |
| 45        | Leah Thomas (USA)             | 17e       |
| 46        | Maria Vittoria Sperotto (ITA) | HD        |

| BTC City Ljubljana BTC | BTC City Ljubljana BTC   | BTC City Ljubljana BTC |
| ---------------------- | ------------------------ | ---------------------- |
| Num                    | Coureuse                 | Pos                    |
| 51                     | Hanna Nilsson (SWE)      | AB                     |
| 52                     | Eugenia Bujak (SLO)      | 54e                    |
| 53                     | Maaike Boogaard (NED)    | AB                     |
| 54                     | Anastasia Chursina (RUS) | 24e                    |
| 55                     | Urška Žigart (SLO)       | AB                     |
| 56                     | Anja Longyka (SLO)       | AB                     |

| Canyon-SRAM Racing CSR | Canyon-SRAM Racing CSR         | Canyon-SRAM Racing CSR |
| ---------------------- | ------------------------------ | ---------------------- |
| Num                    | Coureuse                       | Pos                    |
| 61                     | Elena Cecchini (ITA)           | 43e                    |
| 62                     | Alena Amialiusik (BLR) (route) | 21e                    |
| 63                     | Hannah Barnes (GBR)            | 39e                    |
| 64                     | Tiffany Cromwell (AUS)         | 42e                    |
| 65                     | Hannah Ludwig (GER)            | HD                     |
| 66                     | Katarzyna Niewiadoma (POL)     | 3e                     |

| CCC-Liv CCC | CCC-Liv CCC                    | CCC-Liv CCC |
| ----------- | ------------------------------ | ----------- |
| Num         | Coureuse                       | Pos         |
| 71          | Marianne Vos (NED)             | 7e          |
| 72          | Jeanne Korevaar (NED)          | 19e         |
| 73          | Riejanne Markus (NED)          | 41e         |
| 74          | Ashleigh Moolman (RSA) (route) | 6e          |
| 75          | Pauliena Rooijakkers (NED)     | 44e         |
| 76          | Agnieszka Skalniak-Sójka (POL) | HD          |

| Eurotarget-Bianchi-Vitasana SBT | Eurotarget-Bianchi-Vitasana SBT | Eurotarget-Bianchi-Vitasana SBT |
| ------------------------------- | ------------------------------- | ------------------------------- |
| Num                             | Coureuse                        | Pos                             |
| 82                              | Debora Silvestri (ITA)          | HD                              |
| 83                              | Elena Franchi (ITA)             | AB                              |
| 84                              | Alice Gasparini (ITA)           | AB                              |
| 85                              | Lisa Morzenti (ITA)             | AB                              |
| 86                              | Beatrice Rossato (ITA)          | AB                              |

| FDJ-Nouvelle Aquitaine-Futuroscope FDJ | FDJ-Nouvelle Aquitaine-Futuroscope FDJ | FDJ-Nouvelle Aquitaine-Futuroscope FDJ |
| -------------------------------------- | -------------------------------------- | -------------------------------------- |
| Num                                    | Coureuse                               | Pos                                    |
| 91                                     | Shara Gillow (AUS)                     | 18e                                    |
| 92                                     | Charlotte Bravard (FRA)                | AB                                     |
| 93                                     | Maëlle Grossetête (FRA)                | AB                                     |
| 94                                     | Victorie Guilman (FRA)                 | HD                                     |
| 95                                     | Évita Muzic (FRA)                      | 36e                                    |
| 96                                     | Greta Richioud (FRA)                   | 59e                                    |

| Lotto Soudal Ladies LSL | Lotto Soudal Ladies LSL    | Lotto Soudal Ladies LSL |
| ----------------------- | -------------------------- | ----------------------- |
| Num                     | Coureuse                   | Pos                     |
| 101                     | Annelies Dom (BEL) (route) | HD                      |
| 102                     | Danielle Christmas (GBR)   | HD                      |
| 103                     | Demi de Jong (NED)         | AB                      |
| 104                     | Marie Dessart (BEL)        | AB                      |
| 105                     | Puck Moonen (NED)          | AB                      |
| 106                     | Julie Van de Velde (BEL)   | 22e                     |

| Mitchelton-Scott MTS | Mitchelton-Scott MTS       | Mitchelton-Scott MTS |
| -------------------- | -------------------------- | -------------------- |
| Num                  | Coureuse                   | Pos                  |
| 111                  | Annemiek van Vleuten (NED) | 1re                  |
| 112                  | Grace Brown (AUS)          | 52e                  |
| 113                  | Lucy Kennedy (AUS)         | 25e                  |
| 114                  | Amanda Spratt (AUS)        | AB                   |
| 115                  | Jessica Allen (AUS)        | 57e                  |
| 116                  | Georgia Williams (NZL)     | AB                   |

| Movistar Team MOV | Movistar Team MOV                 | Movistar Team MOV |
| ----------------- | --------------------------------- | ----------------- |
| Num               | Coureuse                          | Pos               |
| 121               | Aude Biannic (FRA) (route)        | 15e               |
| 122               | Alicia González (ESP)             | 45e               |
| 123               | Gloria Rodríguez (ESP)            | HD                |
| 124               | Małgorzata Jasińska (POL) (route) | 33e               |
| 125               | Lourdes Oyarbide (ESP)            | HD                |
| 126               | Paula Patiño (COL)                | HD                |

| Servetto-Piumate-Beltrami TSA SER | Servetto-Piumate-Beltrami TSA SER | Servetto-Piumate-Beltrami TSA SER |
| --------------------------------- | --------------------------------- | --------------------------------- |
| Num                               | Coureuse                          | Pos                               |
| 131                               | Sara Casasola (ITA)               | AB                                |
| 132                               | Marketa Hajkova (CZE)             | AB                                |
| 133                               | Kseniya Dobrynina (RUS)           | AB                                |
| 134                               | Mónika Király (HUN)               | AB                                |
| 135                               | Anna Potokina (RUS)               | HD                                |
| 136                               | Yevheniya Vysotska (UKR)          | AB                                |

| Sunweb SUN | Sunweb SUN                  | Sunweb SUN |
| ---------- | --------------------------- | ---------- |
| Num        | Coureuse                    | Pos        |
| 141        | Lucinda Brand (NED)         | 29e        |
| 142        | Janneke Ensing (NED)        | 8e         |
| 143        | Leah Kirchmann (CAN)        | 53e        |
| 144        | Juliette Labous (FRA)       | 50e        |
| 145        | Liane Lippert (GER) (route) | 38e        |
| 146        | Coryn Rivera (USA) (route)  | 60e        |

| Tibco-Silicon Valley Bank TIB | Tibco-Silicon Valley Bank TIB | Tibco-Silicon Valley Bank TIB |
| ----------------------------- | ----------------------------- | ----------------------------- |
| Num                           | Coureuse                      | Pos                           |
| 151                           | Alison Jackson (CAN)          | 47e                           |
| 153                           | Íngrid Drexel (MEX) (route)   | AB                            |
| 154                           | Nina Kessler (NED)            | AB                            |
| 155                           | Kendall Ryan (USA)            | AB                            |
| 156                           | Rozanne Slik (NED)            | HD                            |

| Virtu Cycling Women TVC | Virtu Cycling Women TVC         | Virtu Cycling Women TVC |
| ----------------------- | ------------------------------- | ----------------------- |
| Num                     | Coureuse                        | Pos                     |
| 161                     | Marta Bastianelli (ITA) (route) | 4e                      |
| 162                     | Sofia Bertizzolo (ITA)          | 49e                     |
| 163                     | Barbara Guarischi (ITA)         | 58e                     |
| 164                     | Anouska Koster (NED)            | 31e                     |
| 165                     | Rachel Neylan (AUS)             | 30e                     |
| 166                     | Sara Penton (SWE)               | HD                      |

| Top Girls Fassa Bortolo TOP | Top Girls Fassa Bortolo TOP | Top Girls Fassa Bortolo TOP |
| --------------------------- | --------------------------- | --------------------------- |
| Num                         | Coureuse                    | Pos                         |
| 171                         | Laura Tomasi (ITA)          | HD                          |
| 172                         | Elisa Dalla Valle (ITA)     | AB                          |
| 173                         | Elena Leonardi (ITA)        | AB                          |
| 174                         | Greta Marturano (ITA)       | HD                          |
| 175                         | Maja Perinovic (CRO)        | AB                          |
| 176                         | Martina Stefani (ITA)       | AB                          |

| Trek-Segafredo TFS | Trek-Segafredo TFS        | Trek-Segafredo TFS |
| ------------------ | ------------------------- | ------------------ |
| Num                | Coureuse                  | Pos                |
| 181                | Lauretta Hanson (AUS)     | HD                 |
| 182                | Audrey Cordon-Ragot (FRA) | 20e                |
| 183                | Anna Plichta (POL)        | HD                 |
| 184                | Ellen van Dijk (NED)      | 16e                |
| 185                | Tayler Wiles (USA)        | 37e                |
| 186                | Ruth Edwards (USA)        | 11e                |

| Valcar Cylance VAL | Valcar Cylance VAL              | Valcar Cylance VAL |
| ------------------ | ------------------------------- | ------------------ |
| Num                | Coureuse                        | Pos                |
| 191                | Marta Cavalli (ITA) (route)     | 40e                |
| 192                | Maria Giulia Confalonieri (ITA) | AB                 |
| 193                | Vittoria Guazzini (ITA)         | AB                 |
| 194                | Asja Paladin (ITA)              | AB                 |
| 195                | Silvia Persico (ITA)            | AB                 |
| 196                | Ilaria Sanguineti (ITA)         | AB                 |

| WNT-Rotor Pro Cycling WNT | WNT-Rotor Pro Cycling WNT     | WNT-Rotor Pro Cycling WNT |
| ------------------------- | ----------------------------- | ------------------------- |
| Num                       | Coureuse                      | Pos                       |
| 201                       | Gabrielle Pilote Fortin (CAN) | AB                        |
| 202                       | Claudia Koster (NED)          | 28e                       |
| 203                       | Clara Koppenburg (GER)        | 23e                       |
| 204                       | Erica Magnaldi (ITA)          | 46e                       |
| 205                       | Sarah Rijkes (AUT)            | AB                        |
| 206                       | Lara Vieceli (ITA)            | 55e                       |

| Boels Dolmans DLT | Boels Dolmans DLT                  | Boels Dolmans DLT |
| ----------------- | ---------------------------------- | ----------------- |
| Num               | Coureuse                           | Pos               |
| 1                 | Anna van der Breggen (NED) (route) | 9e                |
| 2                 | Chantal Blaak (NED)                | 10e               |
| 3                 | Karol-Ann Canuel (CAN)             | 34e               |
| 4                 | Jip van den Bos (NED)              | 35e               |
| 5                 | Annika Langvad (DEN)               | 2e                |
| 6                 | Christine Majerus (LUX) (route)    | HD                |

| Alé Cipollini ALE | Alé Cipollini ALE          | Alé Cipollini ALE |
| ----------------- | -------------------------- | ----------------- |
| Num               | Coureuse                   | Pos               |
| 11                | Nadia Quagliotto (ITA)     | AB                |
| 12                | Romy Kasper (GER)          | 32e               |
| 13                | Diana Peñuela (COL)        | HD                |
| 14                | Soraya Paladin (ITA)       | 14e               |
| 15                | Jelena Erić (SRB)          | HD                |
| 16                | Eri Yonamine (JPN) (route) | 13e               |

| Aromitalia Vaiano VAI | Aromitalia Vaiano VAI        | Aromitalia Vaiano VAI |
| --------------------- | ---------------------------- | --------------------- |
| Num                   | Coureuse                     | Pos                   |
| 21                    | Rasa Leleivytė (LTU) (route) | 27e                   |
| 22                    | Sofia Beggin (ITA)           | 56e                   |
| 23                    | Michela Balducci (ITA)       | 26e                   |
| 24                    | Carmela Cipriani (ITA)       | AB                    |
| 25                    | Letizia Borghesi (ITA)       | HD                    |
| 26                    | Giulia Marchesini (ITA)      | AB                    |

| Bepink BPK | Bepink BPK                     | Bepink BPK |
| ---------- | ------------------------------ | ---------- |
| Num        | Coureuse                       | Pos        |
| 31         | Tatiana Guderzo (ITA)          | 12e        |
| 32         | Katia Ragusa (ITA)             | 51e        |
| 33         | Tereza Medvedová (SVK) (route) | AB         |
| 34         | Chiara Perini (ITA)            | AB         |
| 35         | Silvia Zanardi (ITA)           | AB         |
| 36         | Vania Canvelli (ITA)           | AB         |

| Bigla BIG | Bigla BIG                     | Bigla BIG |
| --------- | ----------------------------- | --------- |
| Num       | Coureuse                      | Pos       |
| 41        | Cecilie Uttrup Ludwig (DEN)   | 5e        |
| 42        | Nicole Hanselmann (SUI)       | HD        |
| 43        | Elise Chabbey (SUI)           | 48e       |
| 44        | Mikayla Harvey (NZL)          | HD        |
| 45        | Leah Thomas (USA)             | 17e       |
| 46        | Maria Vittoria Sperotto (ITA) | HD        |

| BTC City Ljubljana BTC | BTC City Ljubljana BTC   | BTC City Ljubljana BTC |
| ---------------------- | ------------------------ | ---------------------- |
| Num                    | Coureuse                 | Pos                    |
| 51                     | Hanna Nilsson (SWE)      | AB                     |
| 52                     | Eugenia Bujak (SLO)      | 54e                    |
| 53                     | Maaike Boogaard (NED)    | AB                     |
| 54                     | Anastasia Chursina (RUS) | 24e                    |
| 55                     | Urška Žigart (SLO)       | AB                     |
| 56                     | Anja Longyka (SLO)       | AB                     |

| Canyon-SRAM Racing CSR | Canyon-SRAM Racing CSR         | Canyon-SRAM Racing CSR |
| ---------------------- | ------------------------------ | ---------------------- |
| Num                    | Coureuse                       | Pos                    |
| 61                     | Elena Cecchini (ITA)           | 43e                    |
| 62                     | Alena Amialiusik (BLR) (route) | 21e                    |
| 63                     | Hannah Barnes (GBR)            | 39e                    |
| 64                     | Tiffany Cromwell (AUS)         | 42e                    |
| 65                     | Hannah Ludwig (GER)            | HD                     |
| 66                     | Katarzyna Niewiadoma (POL)     | 3e                     |

| CCC-Liv CCC | CCC-Liv CCC                    | CCC-Liv CCC |
| ----------- | ------------------------------ | ----------- |
| Num         | Coureuse                       | Pos         |
| 71          | Marianne Vos (NED)             | 7e          |
| 72          | Jeanne Korevaar (NED)          | 19e         |
| 73          | Riejanne Markus (NED)          | 41e         |
| 74          | Ashleigh Moolman (RSA) (route) | 6e          |
| 75          | Pauliena Rooijakkers (NED)     | 44e         |
| 76          | Agnieszka Skalniak-Sójka (POL) | HD          |

| Eurotarget-Bianchi-Vitasana SBT | Eurotarget-Bianchi-Vitasana SBT | Eurotarget-Bianchi-Vitasana SBT |
| ------------------------------- | ------------------------------- | ------------------------------- |
| Num                             | Coureuse                        | Pos                             |
| 82                              | Debora Silvestri (ITA)          | HD                              |
| 83                              | Elena Franchi (ITA)             | AB                              |
| 84                              | Alice Gasparini (ITA)           | AB                              |
| 85                              | Lisa Morzenti (ITA)             | AB                              |
| 86                              | Beatrice Rossato (ITA)          | AB                              |

| FDJ-Nouvelle Aquitaine-Futuroscope FDJ | FDJ-Nouvelle Aquitaine-Futuroscope FDJ | FDJ-Nouvelle Aquitaine-Futuroscope FDJ |
| -------------------------------------- | -------------------------------------- | -------------------------------------- |
| Num                                    | Coureuse                               | Pos                                    |
| 91                                     | Shara Gillow (AUS)                     | 18e                                    |
| 92                                     | Charlotte Bravard (FRA)                | AB                                     |
| 93                                     | Maëlle Grossetête (FRA)                | AB                                     |
| 94                                     | Victorie Guilman (FRA)                 | HD                                     |
| 95                                     | Évita Muzic (FRA)                      | 36e                                    |
| 96                                     | Greta Richioud (FRA)                   | 59e                                    |

| Lotto Soudal Ladies LSL | Lotto Soudal Ladies LSL    | Lotto Soudal Ladies LSL |
| ----------------------- | -------------------------- | ----------------------- |
| Num                     | Coureuse                   | Pos                     |
| 101                     | Annelies Dom (BEL) (route) | HD                      |
| 102                     | Danielle Christmas (GBR)   | HD                      |
| 103                     | Demi de Jong (NED)         | AB                      |
| 104                     | Marie Dessart (BEL)        | AB                      |
| 105                     | Puck Moonen (NED)          | AB                      |
| 106                     | Julie Van de Velde (BEL)   | 22e                     |

| Mitchelton-Scott MTS | Mitchelton-Scott MTS       | Mitchelton-Scott MTS |
| -------------------- | -------------------------- | -------------------- |
| Num                  | Coureuse                   | Pos                  |
| 111                  | Annemiek van Vleuten (NED) | 1re                  |
| 112                  | Grace Brown (AUS)          | 52e                  |
| 113                  | Lucy Kennedy (AUS)         | 25e                  |
| 114                  | Amanda Spratt (AUS)        | AB                   |
| 115                  | Jessica Allen (AUS)        | 57e                  |
| 116                  | Georgia Williams (NZL)     | AB                   |

| Movistar Team MOV | Movistar Team MOV                 | Movistar Team MOV |
| ----------------- | --------------------------------- | ----------------- |
| Num               | Coureuse                          | Pos               |
| 121               | Aude Biannic (FRA) (route)        | 15e               |
| 122               | Alicia González (ESP)             | 45e               |
| 123               | Gloria Rodríguez (ESP)            | HD                |
| 124               | Małgorzata Jasińska (POL) (route) | 33e               |
| 125               | Lourdes Oyarbide (ESP)            | HD                |
| 126               | Paula Patiño (COL)                | HD                |

| Servetto-Piumate-Beltrami TSA SER | Servetto-Piumate-Beltrami TSA SER | Servetto-Piumate-Beltrami TSA SER |
| --------------------------------- | --------------------------------- | --------------------------------- |
| Num                               | Coureuse                          | Pos                               |
| 131                               | Sara Casasola (ITA)               | AB                                |
| 132                               | Marketa Hajkova (CZE)             | AB                                |
| 133                               | Kseniya Dobrynina (RUS)           | AB                                |
| 134                               | Mónika Király (HUN)               | AB                                |
| 135                               | Anna Potokina (RUS)               | HD                                |
| 136                               | Yevheniya Vysotska (UKR)          | AB                                |

| Sunweb SUN | Sunweb SUN                  | Sunweb SUN |
| ---------- | --------------------------- | ---------- |
| Num        | Coureuse                    | Pos        |
| 141        | Lucinda Brand (NED)         | 29e        |
| 142        | Janneke Ensing (NED)        | 8e         |
| 143        | Leah Kirchmann (CAN)        | 53e        |
| 144        | Juliette Labous (FRA)       | 50e        |
| 145        | Liane Lippert (GER) (route) | 38e        |
| 146        | Coryn Rivera (USA) (route)  | 60e        |

| Tibco-Silicon Valley Bank TIB | Tibco-Silicon Valley Bank TIB | Tibco-Silicon Valley Bank TIB |
| ----------------------------- | ----------------------------- | ----------------------------- |
| Num                           | Coureuse                      | Pos                           |
| 151                           | Alison Jackson (CAN)          | 47e                           |
| 153                           | Íngrid Drexel (MEX) (route)   | AB                            |
| 154                           | Nina Kessler (NED)            | AB                            |
| 155                           | Kendall Ryan (USA)            | AB                            |
| 156                           | Rozanne Slik (NED)            | HD                            |

| Virtu Cycling Women TVC | Virtu Cycling Women TVC         | Virtu Cycling Women TVC |
| ----------------------- | ------------------------------- | ----------------------- |
| Num                     | Coureuse                        | Pos                     |
| 161                     | Marta Bastianelli (ITA) (route) | 4e                      |
| 162                     | Sofia Bertizzolo (ITA)          | 49e                     |
| 163                     | Barbara Guarischi (ITA)         | 58e                     |
| 164                     | Anouska Koster (NED)            | 31e                     |
| 165                     | Rachel Neylan (AUS)             | 30e                     |
| 166                     | Sara Penton (SWE)               | HD                      |

| Top Girls Fassa Bortolo TOP | Top Girls Fassa Bortolo TOP | Top Girls Fassa Bortolo TOP |
| --------------------------- | --------------------------- | --------------------------- |
| Num                         | Coureuse                    | Pos                         |
| 171                         | Laura Tomasi (ITA)          | HD                          |
| 172                         | Elisa Dalla Valle (ITA)     | AB                          |
| 173                         | Elena Leonardi (ITA)        | AB                          |
| 174                         | Greta Marturano (ITA)       | HD                          |
| 175                         | Maja Perinovic (CRO)        | AB                          |
| 176                         | Martina Stefani (ITA)       | AB                          |

| Trek-Segafredo TFS | Trek-Segafredo TFS        | Trek-Segafredo TFS |
| ------------------ | ------------------------- | ------------------ |
| Num                | Coureuse                  | Pos                |
| 181                | Lauretta Hanson (AUS)     | HD                 |
| 182                | Audrey Cordon-Ragot (FRA) | 20e                |
| 183                | Anna Plichta (POL)        | HD                 |
| 184                | Ellen van Dijk (NED)      | 16e                |
| 185                | Tayler Wiles (USA)        | 37e                |
| 186                | Ruth Edwards (USA)        | 11e                |

| Valcar Cylance VAL | Valcar Cylance VAL              | Valcar Cylance VAL |
| ------------------ | ------------------------------- | ------------------ |
| Num                | Coureuse                        | Pos                |
| 191                | Marta Cavalli (ITA) (route)     | 40e                |
| 192                | Maria Giulia Confalonieri (ITA) | AB                 |
| 193                | Vittoria Guazzini (ITA)         | AB                 |
| 194                | Asja Paladin (ITA)              | AB                 |
| 195                | Silvia Persico (ITA)            | AB                 |
| 196                | Ilaria Sanguineti (ITA)         | AB                 |

| WNT-Rotor Pro Cycling WNT | WNT-Rotor Pro Cycling WNT     | WNT-Rotor Pro Cycling WNT |
| ------------------------- | ----------------------------- | ------------------------- |
| Num                       | Coureuse                      | Pos                       |
| 201                       | Gabrielle Pilote Fortin (CAN) | AB                        |
| 202                       | Claudia Koster (NED)          | 28e                       |
| 203                       | Clara Koppenburg (GER)        | 23e                       |
| 204                       | Erica Magnaldi (ITA)          | 46e                       |
| 205                       | Sarah Rijkes (AUT)            | AB                        |
| 206                       | Lara Vieceli (ITA)            | 55e                       |